# Encyclopédie berbère
L'Encyclopédie berbère (in italiano; "Enciclopedia berbera") è un progetto enciclopedico lanciato nel 1984 sotto l'egida del Consiglio Internazionale per la Filosofia e le Scienze Umane dell'UNESCO. L'enciclopedia è stata diretta dallo storico Gabriel Camps fino al 2002, anno della sua morte, e dopo la sua scomparsa dal linguista Salem Chaker, che coordina un vasto team di ricercatori. Pubblicata dapprima da Édisud, attualmente è edita da Peeters che ne assicura la diffusione, mentre la parte scientifica è curata dall'IREMAM di Aix-en-Provence, dall'INALCO di Parigi e dall'Académie des inscriptions et belles-lettres.
La prima edizione era partita dopo una versione sperimentale "provvisoria" in fascicoli separati per ogni voce, ideata da Camps nel 1970. Questo ambizioso progetto editoriale mirava a identificare, raccogliere e sintetizzare la conoscenza del mondo berbero, fino ad allora molto frammentata.
Dal 2012 molti volumi dell'Encyclopédie berbère (i primi 27 fascicoli su 32 pubblicati fino a quel momento) sono stati messi online a disposizione dei ricercatori di tutto il mondo.
Un aspetto curioso di questa enciclopedia è la distribuzione dei lemmi: dal momento che essi sono spesso costituiti da termini berberi, data la particolare morfologia del nome in berbero, che di norma inizia per a- al maschile singolare e per ta- al femminile singolare, la lettera A ha occupato da sola ben 8 fascicoli, mentre le altre lettere non vanno oltre i 2 o 3 fascicoli, con una punta di 4 fascicoli per la lettera M (m- è una preformante nominale dell'arabo, presente in molti prestiti).